# Битва при Стемфорд Брідж
Битва при Стемфорд Брідж (давн-англ. Gefeoht æt Stanfordbrycge) — битва поблизу селища Стемфорд-Брідж у східному Йоркширі в Англії 25 вересня 1066 року. У цій битві, англійська армія під головуванням короля Гарольда Годвінсона після тривалого важкого бою завдала нищівної поразки армії норвезького короля Гаральда III та союзного йому брата англійського короля Тостіга Годвінсона. Гаральд і Тостіг загинули під час битви.